# Adrian Rappoldi
Adrian Rappoldi (* 13. September 1876 in Berlin; † 12. Oktober 1948 in Bamberg) war ein deutscher Violinist, Konzertmeister und Musikpädagoge und Professor am Dresdner Konservatorium. 

## Leben
Adrian Rappoldi war Sohn des Musikerehepaares Eduard und Laura Rappoldi, geborene Kahrer. Als Konzertmeister in der Bilseschen Kapelle, später in Teplitz, Chemnitz und Helsingfors tätig und wirkte ab 1909 als Nachfolger von Henri Petri am Dresdner Konservatorium.

## Dokumente
- Autographe von Adrian Rappoldi befinden sich im Bestand des Musikverlages Sikorski im Sächsischen Staatsarchiv Leipzig.